# Зоряні війни: Бракована партія
«Зо́ряні ві́йни: Брако́вана па́ртія» (англ. Star Wars: The Bad Batch) — це американський анімаційний серіал, створений Дейвом Філоні для потокового сервісу Disney+. Він є частиною франшизи «Зоряні війни», виступаючи як сиквелом, так і спін-офом «Зоряні війни: Війни клонів». «Бракована партія» продюсована Lucasfilm Animation, Дженніфер Корбетт виступив головним сценаристом, а Бред Рау — головним режисером. Серіал був офіційно замовлений компанією Disney+ у липні 2020 року як виділення з «Воєн клонів», за участю Філоні, Корбетта та Рау. Прем'єра серіалу «Зоряні війни: Бракована партія» відбулася 4 травня 2021 року. Він отримав 3 сезони.
Дія серіалу відбувається на початку історії Галактичної імперії, коли солдати-клони виявляються більше непотрібними. Титульний загін під назвою «Бракована партія» складається з п'ятьох клонів, які вирізняються корисними генетичними мутаціями. До них приєднується дівчинка-клон Омеґа, на яку полює імперія. «Бракована партія» прагне жити вільно, але змушена подорожувати галактикою, рятуючись від переслідувань і захищаючи жителів галактики від імперського свавілля.
Ді Бредлі Бейкер озвучує солдатів-клонів у серіалі, відтворюючи свою роль з «Воєн клонів». Мішель Енг озвучила Омеґу.

## Синопсис
Clone Force 99, також відома як Бракована партія — група елітних солдатів-клонів Галактичної Республіки, наділених корисними генетичними мутаціями, які вперше були представлені в серіалі «Зоряні війни: Війни клонів». Після закінчення Воєн клонів і встановлення Галактичної Імперії клони виявляються непотрібними, а Бракована партія підозрюється в зрадництві. Разом з дівчинкою-клоном Омеґою Бракована партія починає власну боротьбу проти Імперії.

## Персонажі та актори
- Солдати-клони, включаючи членів Clone Force 99 / Бракованої партії (Гантер, Врекер, Тех, Кроссгейр і Ехо) та капітана Рекса (озвучує Ді Бредлі Бейкер) — творець «Зоряних воєн» Джордж Лукас хотів, щоб «Бракована партія» була унікальною серед інших загонів клонів, кожен з яких мав би особливі здібності, але він не хотів, щоб вони були супергероями. «Бракована партія» вирізняється як рисами зовнішності, так і голосами й характерами;
  - Гантер / Мисливець — лідер команди, наділений посиленими чуттями, талановитий тактик, який втім часто переконаний, що лише він правильно бачить рішення проблем;
  - Врекер / Громила — клон з розвиненою мускулатурою, що покладається на грубу силу;
  - Тех — фахівець з ремонту та зламу техніки, що покладається на винахідливість, часто буває зарозумілий, адже обізнаний в багатьох областях;
  - Ехо — клон-розвідник, що під час Воєн клонів опинився в полоні сепаратистів, де його перетворили на кіборга;
  - Кроссгейр / Хрест — влучний стрілець, наділений винятково гострим зором. Має татуювання на обличчі у вигляді перехрестя приціла. Єдиний з загону лишився вірний імперії, не покидаючи проте надії, що поверне «Браковану партію» їй на службу.
- Омеґа (Мішель Анг) — дівчинка-клон, яка працює фельдшером на Каміно під керівництвом Нала Се. Вона штучно вирощена на основі стандартних шаблонів клонів, і тому відчуває своєрідну спорідненість із «Бракованою партією». Єдина з клонів, що має чистий геном;
- медичний дроїд AZI-3 (Бен Діскін) — помічник Омеґи на Каміно;
- бойові дроїди (Метью Вуд);
- Генерал Депа Біллаба (Арчі Панджабі) — магістр джедаїв, відповідальна за операції з клонуванням Каллера;
- Калеб Дюм (Фредді Принс-молодший) — падаван Депи Біллаби, який рятується від наказу 66 на Каллері;
- Дарт Сідіус (Ян Макдіармід, архівне авдіо) — імператор Галактичної імперії;
- Лама Су (Боб Берген) — прем'єр-міністр Каміно;
- Нала Се (Ґвендолін Йо) — вчений Каміно, який відповідає за процес клонування;
- Со Геррера (Ендрю Кішино) — борець за свободу, пов'язаний із Альянсом повстанців;
- адмірал Таркін (Стівен Стентон) — високопоставлений імперський офіцер;
- Фенек Шенд (Мін-На Вень) — елітна найманиця і снайперка, найнята каміноанцями, щоб розшукати Омеґу;
- Сід (Рея Перлман) — трандошанка, колишня інформаторка джедаїв, а потім очільниця осередку повстанців. Вона забезпечує Браковану партію ресурсами та інформацією в обмін на допомогу повстанцям;
- Оповідач (Том Кейн).

## Епізоди

### Перший сезон
| № серії | Назва серії            | Режисер(и)                                   | Сценарист(и)                    | Оригінальна дата виходу |
| --- | ---------------------- | -------------------------------------------- | ------------------------------- | ----------------------- |
| 1 | «Наслідки»             | Стюард Лі, Савл Руїс та Натаніель Віллануева | Дженніфер Корбетт і Дейв Філоні | 4 травня 2021           |
| Джедайка Депа Біллаба зі своїм падаваном Калебом Дюмом беруть участь у військовій операції солдатів-клонів Республіки проти Сепаратистів на планеті Каллер. Калеб приводить на допомогу «Браковану партію» клонів, які забезпечують перемогу. Проте слідом верховний канцлер Шив Палпатін віддає Наказ 66, який змушує клонів убити джедаїв. «Бракована партія» через свої генетичні відхилення лишається непідвладною Наказу 66. Депа гине, а Калебу Гантер дає втекти, попри наполягання Кроссгейра, що падавана треба вбити. Повернувшись на планету Каміно, де вирощують клонів, «Бракована партія» дізнається, що Війни клонів закінчилися, а замість Галактичної Республіки канцлер проголосив Галактичну Імперію з собою на чолі. Потім вони зустрічаються з дівчинкою Омеґою, що допомагає каміноанцям. Адмірал Таркін прибуває оцінити клонів, оскільки Імперія розглядає можливість припинення клонування солдатів. Він влаштовує «Бракованій партії» випробування, яке засвідчує високу ефективність клонів, проте ставить під сумнів їхню вірність Імперії. Таркін обіцяє їм просування по службі, а для перевірки відправляє їх ліквідувати групу повстанців на Ондероні. Омеґа попереджає клонів, що вони в небезпеці. На місці клони виявляють, що повстанці — це насправді втікачі на чолі з їхнім колишнім товаришем Со Ґеррерою. Гантер вирішує залишити їх живими, та дроїд-зонд Таркіна підслуховує це. Бракована партія вирішує втекти, але спершу повертається на Каміно за Омеґою. Там клонів разом із Омеґою заарештовують за зраду. Таркін дізнається, що чип-інґібітор Кроссгейра працює, і наказує посилити його дію, що робить Кроссгейра таким же лояльним Імперії, як будь-якого іншого клона. «Бракована партія» та Омеґа вибираються з в'язниці, але змушені тікати з Каміно без Кроссгейра, який намагається їм завадити. |                        |                                              |                                 |                         |
| 2 | «Ріж і біжи»           | Стюард Лі                                    | Гурсімран Сандху                | 7 травня 2021           |
| «Бракована партія» та Омеґа переховуються на планеті Селукамі. Клони знаходять там родину для Омеґи та вирішують лишити дівчинку на цій планеті. Та в цей час Імперія запроваджує «ланцюгові коди» для всіх громадян, щоб відстежувати їхні переміщення. Тепер клони не можуть покинути Селукамі, до того ж їхній зореліт конфіскують. Омеґа вирішує лишитися з «Бракованою партією» і допомогти їй втекти. |                        |                                              |                                 |                         |
| 3 | «Заміна»               | Натаніель Віллануева                         | Метт Міхновець                  | 14 травня 2021          |
| Через поломку зореліт «Бракованої партії» падає на супутник однієї планети. Місцева тварина викрадає важливу деталь, без якої зореліт не може злетіти. В пошуках деталі Омеґа опиняється вночі наодинці. Тим часом адмірал Ремпарт прибуває на Каміно, щоб переконати Таркіна в перевазі своїх спецпризначенців над клонами. Для цього він доручає їм розшукати і вбити групу повстанців. |                        |                                              |                                 |                         |
| 4 | «Загнані в кут»        | Савл Руїз                                    | Крістіан Тейлор                 | 21 травня 2021          |
| На шляху до безпечної планети Ідафлор, «Бракована партія» з Омеґою змушена зупинитися на планеті Пантора, щоб запастися провіантом і змінити бортовий номер зорельота. Місцевий ремонтник за винагороду повідомляє про прибулих Фенек Шенд, мисливиці за головами, якій доручено викрасти Омеґу. Гантер, Ехо та Омеґа вирушають закупитися провіантом, поки Тех і Врекер шукають гроші на ремонт. Хитрощами Феннес переконує Омеґу піти з нею і клони вирушають на порятунок дівчинки. |                        |                                              |                                 |                         |
| 5 | «Шаленство»            | Стюард Лі                                    | Тамара Бічер-Вілкінсон          | 28 травня 2021          |
| Аби з'ясувати, хто найняв Шенд, «Бракована партія» вирушає на планету Орда Мантелла, де перебуває інформаторка джедаїв на ім'я Сід. Вона пропонує інформацію про Шенд в обмін на звільнення з полону работорговців дитини на ім'я Мучі. В свою чергу Мучі потрібна Джаббі Гатту. «Бракована партія» сама опиняється в полоні работорговців, а Омезі доводиться її рятувати. Мучі виявляється твариною ранкором, з допомогою якої клони звільняються та рятують інших рабів. Поплічник Джабби, Біб Фортуна, віддячує Сід, а вона ділиться частиною коштів з клонами. Сід не вдається з'ясувати багато про Шенд, але вона обіцяє, що тепер «Бракована партія» може розраховувати на її допомогу. |                        |                                              |                                 |                         |
| 6 | «Зняті з експлуатації» | Натаніель Вільянуєва                         | Аманда Роуз Муньос              | 4 червня 2021           |
| Сід наймає «Браковану партію» захопити тактичного дроїда, здатного допомогти в боротьбі з Імперією. Омеґа вирішує з клонами, озброївшись прихопленим у минулій пригоді луком. Вони проникають на завод з переробки дроїдів, але на тактичного дроїда також полюють сестри Трейс і Рафа Мартез (з'являлися в «Зоряні війни: Війни клонів»). Щоб врятуватися від поліцейських дроїдів, їм усім доводиться об'єднатись. Скориставшись головою робота, герої вмикають бойових дроїдів аби виграти час для втечі, але втрачають тактичного дроїда. Однак, Тех зберігає дані з нього, а Гантер віддає їх Рафі, коли дізнається, що це допоможе боротися з Імперією. Рафа потім доповідає про «Браковану партію» своєму невідомому наймачеві. |                        |                                              |                                 |                         |
| 7 | «Бойові шрами»         | Савл Руїз                                    | Дженіфер Корбетт                | 11 червня 2021          |
| Після невдачі з добуттям дроїда «Бракована партія» повинна погасити борг перед Сід, виконавши інше завдання. Таємничий клієнт Трейс і Рафи, капітан Рекс, який позбувся чипа, застерігає, що «Бракована партія» все ще носить такі ж чипи. Щоб видалити їх, клони летять на Бракку, планету-кладовище зорельотів, аби на старому крейсері джедаїв знайти обладнання для операції. Чип Врекера активовується, змушуючи його напасти на товаришів. Коли всіх чипів вдається позбутися, Рекс покидає «Браковану партію», але клонів помічає Гільдія брухтарів. |                        |                                              |                                 |                         |
| 8 | «Воз'єднання»          | Стюарт Лі                                    | Крістіан Тейлор                 | 18 червня 2021          |
| Гільдія брухтарів доповідає Імперії про перебування «Бракованої партії». Для знищення клонів і захоплення Омеґи відряджають загін штурмовиків і Кроссгейра. На Брацці Кроссгейр відрізає шлях, змушуючи «Браковану партію» іти всередині двигуна величезного зорельота. Він планує ввімкнути двигун і спалити клонів, але їм вдається втекти разом з Омеґою. Врешті Кроссгейр сам зазнає поранення, але Омеґу викрадає найманець Кад Бейн. |                        |                                              |                                 |                         |
| 9 | «Втрачений скарб»      | Бред Рай і Натаніель Віллануева              | Метт Міхновець                  | 25 червня 2021          |
| Під час погоні за Бейном, «Бракована партія» дізнається від Теха, що Омеґа — це носійка немодифікованої ДНК Джанґо Фетта. Оскільки клон Альфа, Бобба Фетт, утік, Омеґа лишилася єдиним джерелом матеріалу для клонування. Бейн везе Омеґу на покинуту станцію клонування каміноанців, однак дівчинці вдається обдурити його дроїда Тодо, втекти під час посадки та послати сигнал «Бракованій партії». Прем'єр-міністр Каміно Лама Су відправляє Таун Ві за Омеґою і наказує Нала Се вбити дівчинку після отримання її генетичних зразків. Турбуючись про безпеку Омеґи, Нала Се наймає відправляє Фенек Шенд врятувати Омеґу. Шенд убиває Тауна Ві та сходиться в поєдинку з Бейном, даючи Омезі час врятуватися. Дівчинка сідає в рятувальну капсулу, яку потім підхоплює «Бракована партія». Бейн лишається на планеті, а Шенд відлітає, доповідаючи, що Омеґа поки що в безпеці. |                        |                                              |                                 |                         |
| 10 | «Точки дотику»         | Савл Руїз                                    | Гурсімран Сандху                | 2 липня 2021            |
| На планеті Раксус, що була резиденцією сепаратистського уряду під час Воєн клонів, Імперія запроваджує нові комендантські закони. Сенатор Аві Сінгх закликає народ не коритися Імперії, за що його заарештовують. Проте він заздалегідь доручає своєму дроїду GS-8 викликати допомогу від Сід. Бракована партія вирішує не брати Омеґу на завдання, тож дівчинка лишається в барі Сід. Врекер не хоче допомагати колишнім сепаратистам, але під тиском решти клонів погоджується виконати завдання. Клони зустрічаються з GS-8, що приводить їх до місце, де утримують сенатора. Їм вдається визволити Аві Сінгха та переконати вирушити з ними аби знайти спосіб допомогти пригнобленому народу. Омеґа ж помічає, що Сід програє в азартній грі та пропонує свою допомогу. Завдяки стратегічному мисленню Омега виграє велику суму, що покриває борг «Бракованої партії» перед Сід. |                        |                                              |                                 |                         |
| 11 | «Угода з дияволом»     | Стюарт Лі                                    | Тамара Бічер-Вілкінсон          | 9 липня 2021            |
| Сенатор планети Рилот, Орн Фрі Таа, закликає борців за свободу роззброїтися та передати військові повноваження Імперії. Його політичний супротивник, лідер опору Чам Сіндулла, публічно підтримує Імперію. Його лейтенант Гобі Глі бере дочку Чама Геру на таємну місію, щоб забрати зброю, яку доставляє «Бракована партія». Під час їхньої зустрічі Гера дружиться з Омеґою. Кроссгейр відстежує їх, і Імперія заарештовує Глі та Геру за зраду. Чам нападає на імперський обоз, щоб врятувати їх разом зі своєю дружиною Елені та іншими борцями за свободу. Та Кроссгейр стріляє в Орна, що дозволяє імперському адміралу Рампарту звинуватити Чама в спробі вбивства сенатора. Чама, Елені та Гобі заарештовують, а Гера втікає. |                        |                                              |                                 |                         |
| 12 | «Порятунок на Рилоті»  | Натаніель Вільянуєва                         | Дженнфіер Корбетт               | 16 липня 2021           |
| Гера зв'язується з Омеґою і просить «Браковану партію» допомогти врятувати її батьків. Гантер вважає, що така місія не варта ризику, але Омеґа переконує його втрутитися. Гера, Омеґа, Тех та Врекер атакують новий нафтопереробний завод на Рилоті, щоб відволікти увагу імперців. У той же час Ехо та Гантер звільняють Чама, Елені та інших борців за свободу. Кросгейр готує для клонів пастку, але вірний Часу клон, капітан Гоузер, попереджає втікачів і протистоїть своїм побратимам. Гаузера заарештовують, але «Бракована партія» та борці за свободу Рилоту тікають. Рампарт розуміє, що він недооцінив «Браковану партію» й дає Кросгейру дозвіл на її вполювання. |                        |                                              |                                 |                         |
| 13 | «Заражені»             | Савл Руїз                                    | Аманда Роуз Муньос              | 23 липня 2021           |
| Бракована партія, повернувшись з чергової місії, виявляє, що майно Сід захопив кримінальний бос Роланд Дюранд. Сід планує завадити Роланду, викравши в нього партію цінних прянощів, призначених для синдикату Пайків. «Бракована партія» та Сід вирушають за цим вантажем крізь підземні тунелі, наповнені зграями комах ірлінгів. Вони успішно захоплюють прянощі, але охоронці розбурхують вулик ірлінгів, через що прянощі губляться. Пайки вимагають від Роланда повернути вантаж, а потім беруть Омеґу в заручники, щоб змусити «Браковану партію» та Сід забрати прянощі. Коли місія вдається, Пайки повертають Омеґу, а Роланд повертає Сід її майно. |                        |                                              |                                 |                         |
| 14 | «Військова мантія»     | Стюарт Лі                                    | Дамані Джонсон                  | 30 липня 2021           |
| Рекс повідомляє «Бракованій партії» про сигнал лиха від клона-командо Грегора з планети Даро. На місці виявляється база, де клони тренують наступне покоління бійців — імперських штурмовиків. Гантер, Тех і Ехо проникають на базу, поки Омеґа із Врекером лишаються біля зорельота. «Бракована партія» рятує Грегора, проте Гантер опиняється в полоні. Тим часом на Каміно Лама Су та Нала Се вирішують тікати, коли дізнаються про припинення дії контракту з імперією. Адмірал Рампарт затримує їх і пропонує Нала Се працювати на імперію, натякаючи, що Лама Су не так пощастило. |                        |                                              |                                 |                         |
| 15 | «Повернення на Каміно» | Натаніель Вільянуєва                         | Метт Міхновець                  | 6 серпня 2021           |
| Гантера доставляють на Каміно, в спорожніле місто, важливий персонал якого евакуйовано, а решту знищено. Кроссгейр активовує передатчик Гантера, щоб заманити решту «Бракованої партії» в пастку. Омеґа здогадується про пастку та показує таємний прохід у місто, де зустрічає дроїда AZI-3. Кроссгейр застає «Браковану партію» зненацька та пропонує повернутися на службу імперії аби мати велику мету життя. На подив колишніх побратимів, він показує, що видалив свій чип, тому його служба імперії добровільна. Омеґа з AZI-3 вмикають тренувальних дроїдів, скориставшись чим «Бракована партія» тікає, приголомшивши Кроссгейра. Проте Рампарт за наказом Таркіна починає обстріл міста. |                        |                                              |                                 |                         |
| 16 | «Втрачена Каміно»      | Савл Руїз                                    | Дженнфіер Корбетт               | 13 серпня 2021          |
| Місто тоне, Омеґа з AZI-3 рятують Кроссгейра, котрий неохоче погоджується приєднатися до решти клонів, щоб врятуватися. Вони знаходять вихід з міста в транспортному тунелі, проте тунель виявляється пошкоджений. AZI-3 спрямовує клонів та Омеґу до лабораторії з рятувальними капсулами, але витрачає свій запас енергії на відчинення дверей і тоне. Омеґа пливе за дроїдом, а Кроссгейр витягує їх обох. Коли всі вони дістаються до зорельота, Кроссгейр вирішує лишитися на Каміно, щоб продовжити служити Імперії. Тим часом Нала Се привозять на імперську базу для виконання якогось важливого завдання. |                        |                                              |                                 |                         |

### Другий сезон
| № серії | Назва серії         | Режисер(и)                       | Сценарист(и)                       | Оригінальна дата виходу |
| --- | ------------------- | -------------------------------- | ---------------------------------- | ----------------------- |
| 1 | «Військова здобич»  | Стюард Лі                        | Дженніфер Корбетт                  | 4 січня 2023            |
| Омеґа та «Бракована партія» продовжують виконувати завдання повстанців. На черговому завданні Омеґа рятує друзів від величезних крабів. Подруга Сід, Фі Дженоа, доручає «Бракованій партії» вирушити на планету Серенно, щоб викрасти частину величезної скарбниці графа Дуку — лідера сепаратистів у часи Воєн клонів. Гантер неохоче приєднується до решти клонів і команда прямує на планету, звідки Імперія вже вивозить скарби. Планета була розбомблена і на ній, як очікується, не лишилося місцевих жителів. Коли клони намагаються захопити цінний вантаж, їхню присутність виявляють імперські штурмовики. Починається битва, під час якої Омеґа, Тех і Ехо опиняються замкнені всередині вантажного корабля, який готується до старту. Пробиваючись до вантажного контейнера, вони намагаються використати його двигуни, щоб покинути борт і приземлитися. Гантер і Врекер у той час намагаються позбутися своїх переслідувачів серед руїн міста. |                     |                                  |                                    |                         |
| 2 | «Руїни війни»       | Натаніель Вільянуєва             | Міс Люсіта Монреаль                | 4 січня 2023            |
| Вантажний контейнер розбивається об поверхню Серенно. Намагаючись повернутися до свого зорельота «Мародер», Омеґа, Тех і Ехо зустрічають місцевого жителя Ромара Аделла, який ховається в лісі. Під час розмови з ним клони отримують перше враження про те, яким має бути вільне життя. Вони вирішують допомогти Аделлу поремонтувати сховище знань його народу. В цей час Омеґа самотужки вирушає викрасти частину скарбів графа Дуку. Ехо й Тех вирушають за нею, що призводить до сутички з імперськими пошуковими групами, від яких троє тікають завдяки допомозі Аделла, покинувши скарб. Гантер і Врекер пробиваються крізь ворогів до своїх друзів і покидають планету з порожніми руками. Невдовзі віцеадмірал Ремпарт мусить подати губернатору Таркіну звіт, у якому зазначено, що «Бракована партія» досі жива. Побоюючись покарання, він вимагає аби командир штурмовиків відмовився від своїх свідчень. А коли той заперечує, застрелює командира та бере написання звіту на себе. |                     |                                  |                                    |                         |
| 3 | «Самотній клон»     | Саул Руїз                        | Аманда Роуз Муньос                 | 11 січня 2023           |
| Кросгейр довго перебуває в ізоляції на Корусанті. Нарешту йому дають завдання — під керівництвом командира Коді вирушити на планету Дезікс і визволити імперського губернатора Гротона, захопленого в заручники. Після успішного нападу клони стикаються з губернаторкою Дезікса — Тауні Еймс, яка вимагає, щоб Дезікс залишився поза юрисдикцією Імперії, посилаючись на відмову Республіки миритися з сепаратистами під час Війн клонів. Коді закликає піти на поступки, щоб уникнути ще однієї війни. Але Гротон, щойно звільнившись, наказує застрелити Еймс. Коді вагається, тоді як Кросгейр виконує наказ. Повернувшись на Корусант, Коді сумнівається, чи справді Імперія дбає про своїх громадян. Згодом Кросгейр отримує нове завдання й довідується, що Коді усунено від служби. |                     |                                  |                                    |                         |
| 4 | «Швидше»            | Стюард Лі                        | Метт Міхновець                     | 18 січня 2023           |
| Поки Гантер і Ехо вирушили на інше завдання, Сід бере Омеґу, Теха та Врекера на перегони на планеті Сафа Тома. Сід виставляє зі свого боку зухвалого дроїда-гонщика TAY-0. Один з її бізнес-конкурентів, Мілеггі, кидає виклик і виставляє гонщика Джета Веніма, який виграє, заманивши суперника в небезпечний тунель. Тепер Сід заборгувала йому велику суму, але не має достатньо коштів. Мілеггі бере її в заручники, поки клони й Омеґа не зберуть викуп. Тоді Омеґа пропонує ще одні вирішальні перегони, а Тех розробляє виграшну стратегію. Та незадовго до початку TAY-0 розбивається внаслідок підлаштованої Мілеггі аварії. Тех займає його місце і завдяки своїм розрахункам виграє перегони, поїхавши найнебезпечнішим шляхом. Міллегі виконує свою частину угоди, він звільняє Сід і списує їй борг, але попереджає клонів, що Сід не варто довіряти. |                     |                                  |                                    |                         |
| 5 | «Поховані»          | Натаніель Вільянуєва             | Крістофер Йост                     | 25 січня 2023           |
| Під час пошуку деталей на звалищі Омеґа та Врекер знаходять стародавній компас, що містить набір координат незвіданої планети Калдар Тринарі. Піратка Фі Дженоа розповідає наскільки цінна ця річ. Фі та Омеґа переконують Браковану партію вирушити на пошуки легендарного Серця Гори, на яке імовірно вказує компас. У вказаному місці виявляється наповнена пастками стародавня гробниця, в яку пробралася вороже налаштована тварина. Омеґа знаходить підказку, що приводить до Серця Гори, котре виявляється каменем. Коли Фі забирає його, це вмикає довколишні механізми. Гробниця виявляється величезним роботом, який вилазить з-під землі та починає обстрілювати все довкола, загрожуючи знищити і зореліт «Бракованої партії». Клони переконують Фі повернути камінь на місце, робот вимикається, але слідом вибухає. Піратка проте не дуже засмучена, бо їй тепер буде про що розповідати. |                     |                                  |                                    |                         |
| 22 | «Плем'я»            | Стюард Ді                        | Метт Міхновець                     | 1 лютого 2023           |
| Клони прибувають на космічну станцію, власники якої виявляються работорговцями. Омеґа визволяє юного джедая-вукі Ґанджі. Маючи намір повернути його в рідний світ, «Бракована партія» відвідує планету Кашиїк, де орудують трандошанські найманці, що працюють на Імперію. Хоча найближче село вукі спалене, вцілілі переховуються в глибині лісу. Завоювавши довіру місцевого племені, клони приєднуються до вукі, котрі кличуть на допомогу місцевих диких тварин. Разом їм вдається перемогти трандошанів. Зрештою агресори зазнають поразки, а Ґанджі возз'єднується зі своїм народом. |                     |                                  |                                    |                         |
| 23 | «Змова про клонів»  | Натаніель Вільянуєва             | Езра Нечмен                        | 8 лютого 2023           |
| В Імперському сенаті адмірал Рампарт наполягає на прийнятті законопроєкту, що дозволить наймати на військову службу громадян Імперії замість клонів, яких тепер неможливо виробляти. Громадськість запевнюють, що клонувальні станції на Каміно були знищені штормом. Сенаторка Рійо Чучі виступає на захист клонів, вимагаючи для них державного утримання та представництва у сенаті. До неї таємно звертається солдат-клон Сліп, чий друг Кейд був убитий за наказом Рампарта, коли той хотів розповісти правду - що Каміно було обстріляно флотом Рампарта. Він пояснює, що клони, які були свідками цього, загадково гинуть або їх примушують мовчати. Чучі починає розслідувати цю справу та шукає Сліпа аби він виступив перед сенатом. Але Сліп не вірить, що його слова щось змінять, і хоче просто втекти. Вбивця застрелює Сліпа та хоче вбити Чучі, проте її рятує Рекс, із яким Сліп планував зустрітися. Рекс захоплює вбивця, що виявився також клоном, і думає допитати його. Проте вбивця вчиняє самогубство. |                     |                                  |                                    |                         |
| 24 | «Правда і наслідки» | Стюард Лі                        | Демані Джонсон                     | 8 лютого 2023           |
| Рекс зв'язується з «Бракованою партією» і просить клонів приєднатися до нього та Чучі, щоб викрити злочини Рампарта. Для цього потрібні вагомі докази, якими можуть слугувати записи з зоряного руйнівника «Венатор», який проходить технічне обслуговування на Корусанті. У той час як Омеґа супроводжує Чучі, котра намагається отримати підтримку від інших сенаторів, Рекс і решта клонів пробираються на борт зоряного руйнівника, щоб викрасти записи. Але спрацьовує сигналізація і клони ледве тікають, скориставшись рятувальними капсулами. Наступного ранку Чучі виступає в сенаті зі звинуваченням Рампарта. Їй не вірять, але Омеґа встигає доставити записи, які демонструють, що Рампарт віддав наказ обстріляти Каміно. Тоді в сенат прибуває імператор Палпатін і заявляє, що Рампарт мусить бути покараний, бо збрехав про події на Каміно задля особистої вигоди. Але слідом імператор каже, що атаку на планету виконали самі ж клони, тому їх треба визнати небезпечними й замінити на імперських штурмовиків. Сенат схвалює пропозицію. «Бракована партія» полишає Корусант, а Ехо вирішує залишитися з Рексом і Чучі, щоб допомогти їм боротися за права клонів. |                     |                                  |                                    |                         |
| 25 | «Перехрестя»        | Натаніель Вільянуєва             | Брук Робертс                       | 15 лютого 2023          |
| Сід посилає «Браковану партію» видобути трохи мінералу іпсію з шахти, яку вона нещодавно придбала. Але шахта виявляється виснаженою, а зореліт «Мародер» викрадають невідомі. Змушені прямувати до космопорту, щоб купити новий зореліт, клони опиняються в печері. Іпсій вибухає і спричиняє обвал. Омеґа знаходить жилу іпсіуму, але, намагаючись зібрати його, потрапляє з Техом у тунель. Шукаючи вихід, вона обговорює з Техом життя без Ехо. Клони вибираються з печери, проте знаходять космопорт покинутим. Тех за допомогою антени зв'язується з Сід, яка погоджується забрати їх за кілька днів. |                     |                                  |                                    |                         |
| 26 | «Повернення»        | Стюард Лі                        | Мойзес Замора                      | 22 лютого 2023          |
| Викрадач «Мародера», хлопець на ім'я Бенні Баро, доставляє зореліт до свого хазяїна, власника шахт Мокко. Побачивши оснащення зорельота, Мокко побоюється, що він приверне зайву увагу, тому наказує розібрати його на запчастини. Омеґа придумує як вистежити «Мародера» через дроїда на борту; він виявляється все ще на тій самій планеті. «Бракована партія» приховано проникає на базу Мокко та змушує Бенні показати де зореліт. Бенні, сподіваючись отримати прихильність Мокко, видає присутність клонів і їх беруть у полон. Незадовго перед тим Омеґа виявила записи, що свідчать про брехню Мокко: він заявляє нібито іпсію лишилося обмаль, тому мало платить шахтарям, але насправді просто продає його понад норму. Бенні пересвідчується, що це правда, і підбурює шахтарів до бунту. Коли Мокко збирається скинути клонів у лаву, бунтарі відмовляються йому служити. Стається бійка, в якій Мокко сам звалюється у лаву. Клони отримують назад свій зореліт і покидають планету. |                     |                                  |                                    |                         |
| 27 | «Метаморфоза»       | Сайл Руїз                        | Сабір пірзада                      | 1 березня 2023          |
| Імперський учений, доктор Ройс Гемлок, прибуває до імперського закладу на горі Тантіс, щоб зустрітися з ув'язненою там Налою Се. Він намагається переконати її взяти участь у проєктах клонування Імператора, але вона відмовляється. Тим часом науковий зореліт, що прямує до гори Тантіс, потрапляє в аварію. Сід доручає «Бракованій партії» добути його вантаж, але не інформує що це. Досліджуючи місце падіння зорельота, клони виявляють, що «вантаж» — це незрілий звір Зілла, таємно клонований раніше на Каміно. Істота має особливу здатність поглинати енергію, завдяки чому постійно росте. В той же час імперська ударна група прибуває, щоб забрати Зіллу та позбутися всіх свідків поблизу. Істота виростає до величезних розмірів, коли імперці все ж захоплюють її. «Бракована партія» відступає. Невдовзі Ламу Су привозять на гору Тантіс, щоб він переконав Налу Се співпрацювати. Він розповідає, що Налу Се може вмотивувати інформація про існування Омеґи. |                     |                                  |                                    |                         |
| 28 | «Аванпост»          | Натаніель Вільянуєва та Бред Рау | Дженніфер Корбетт                  | 8 березня 2023          |
| Кроссгейра призначають лейтенанту Нолану та відправляють на віддалений імперський форпост на планеті Бартон-4 під командуванням клона Мейдея. На засніжену заставу нападають повстанці та викрадають два ящики з секретним вантажем. Нолан наказує Кроссгейру і Мейдею повернути вантаж. Клони вбивають викрадачів і знаходять вантаж, який виявляється бронею для штурмовиків. Вони спантеличені й розчаровані тим, що охороняли броню, якою могли скористатися самі. Зненацька сходить лавина, ящики зникають під снігом, а Мейдея виявляється поранено. Кроссгейр допомагає Мейдею повернутися на аванпост, але Нолан звинувачує клонів у невдачі й відмовляється викликати Мейдею медика. Через те Мейдей помирає перед строєм штурмовиків. Кроссгейр стріляє в Нолана та непритомніє. Пізніше він отямлюється в імперській операційній, де вчена Емері Карр радить йому співпрацювати з нею, якщо він хоче вижити. |                     |                                  |                                    |                         |
| 29 | «Пабу»              | Стюард Лі                        | Аманда Роуз Муньос                 | 15 березня 2023         |
| Сід після провалу попереднього завдання погрожує покарати клонів. Тому вони вирішують не повертатися до неї, а натомість працюють з Фі Дженоа. Вона переконує клонів супроводжувати її на мирний острів Пабу. Там їх приймає мер Газард і його дочка Ліана, яка дружиться з Омеґою. Однак стається землетрус і на острів насувається цунамі. Омеґа та Ліана встигають повернутися з морської прогулянки, Гантер доставляє їх на вершину острова, а Тех і Врекер допомагають Дженоа й Газарду евакуювати населення, скинувши аварійні драбини. Цунамі затоплює нижню частину острова, але населення лишається цілим. Гантер і Тех погоджуються залишитися на Пабу, щоб допомогти у відбудові. |                     |                                  |                                    |                         |
| 30 | «Переломний момент» | Саул Руїз                        | Дженніфер Корбетт і Метт Міхновець | 22 березня 2023         |
| Рекс, Ехо та Грегор визволяють групу ув'язнених клонів і доставляють їх на Корусант, де сенаторка Чучі розпитує про їхню долю. Ехо, маючи кілька зашифрованих уривків даних, захоплених під час рейду, вирішує повернутися до «Бракованої партії», щоб з'ясувати деталі. В той час імперський учений Гемлок утримує Кроссгейра в науково-дослідному комплексі на горі Тантіс. Гемлок допитує Кроссгейра про місцеперебування «Бракованої партії», зокрема Омеґи. Той відмовляється співпрацювати, а потім тікає та надсилає попередження своїм колишнім товаришам. Проте він не встигає завершити передачу, бо його присипляють газом. «Бракована партія» отримує сигнал і роздумує чи це не пастка. Згодом Гемлок наказує продовжити допити Кроссгейра. |                     |                                  |                                    |                         |
| 31 | «Збори»             | Натаніель Вільянуєва             | Метт Міхновець                     | 29 березня 2023         |
| Щоб дізнатися більше про діяльність Наукового відділу імперської адміністрації, «Бракована партія» вирушає слідом за Гемлоком на планету Еріаду, де Таркін збирає саміт керівників. Зустріч стосується встановлення мережі тотального контролю над галактикою, а отже великих витрат. Гемлок пропонує використати клонів як піддослідних, але Таркін занепокоєний тим, що клони можуть повстати. «Бракована партія» проникає на базу по фунікулеру, де зустрічає загін повстанців Со Геррери. Через тривогу їм доводиться тікати, вибух пошкоджує базу, проте учасники саміту лишаються цілі в бункері. Під час втечі Тех вистрибує з вагона і напевне гине, щоб дати решті шанс на порятунок. |                     |                                  |                                    |                         |
| 32 | «План 99»           | Стюард Лі                        | Дженніфер Корбетт                  | 29 березня 2023         |
| Омеґа та Врекер виявляються поранені, клони повертаються до Сід, щоб отримати необхідне лікування. Невдовзі виявляється, що Сід підкуплена Гемлоком, який зі своїм загоном штурмовиків оточує «Браковану партію». Гемлок пропонує клонам життя в обмін на добровільну видачу Омеґи. Дівчинка переховується, але Гемлок виманює її, захопивши Врекера та Гантера, і забирає з собою. Омеґу доставляють до гори Тантіс, де вона зустрічає Налу Се та бачить Кроссгейра. Емері Карр каже Омезі, що вона її сестра. |                     |                                  |                                    |                         |

### Третій сезон
| № серії | Назва серії          | Режисер(и)                      | Сценарист(и)                       | Оригінальна дата виходу |
| --- | -------------------- | ------------------------------- | ---------------------------------- | ----------------------- |
| 33 | «Замкнені»           | Саул Руїз                       | Дженніфер Корбетт                  | 21 лютого 2024          |
| Під час грози біля гори Тантіс зазнає аварії імперський зореліт. Гемлок наказує не рятувати екіпаж, який невдовзі вбивають дикі звірі. Омеґа стала асистенткою Емері Карр у імперському відділу клонування в надрах гори Тантіс. Одне з її завдань полягає у взятті зразків крові клонів. Однак Омеґа починає підозрювати, коли Емері також бере її кров під час медичних процедур. Одного разу Омеґа бачить як Нала Се таємно знищує взятий у неї зразок. На базі Тантіса перебуває Кроссгейр, який зневірився в можливості втечі та каже Омезі, що її спроби врятуватися марні. Серед інших завдань Омеґи є годувати собакоподібних тварин лурків. Вона дружиться з луркою на кличку Батчер. Коли імперці вирішують приспати Батчера, Омеґа випускає тварину в джунглі Вейланда. Гемлок називає цей вчинок жорстоким, адже поранений лурка не виживе в дикій природі. |                      |                                 |                                    |                         |
| 34 | «Шлях невідомий»     | Натаніель Вільянуєва            | Метт Міхновець                     | 21 лютого 2024          |
| Гантер і Врекер отримують від злочинної сім'ї Дюрандів інформацію про імперський клонувальний завод, яким керував Гемлок. Вони вирішують, що Омеґу утримують там, але на місці виявляють лише руїни, оточені джунглями. Гантер і Врекер стикається з курсантами-клонами Моксом, Зіком і Стеком, які втекли перед тим, як Гемлок знищив завод задля приховування експериментів. Один з таких експериментів — це хижі ліани, що оточують завод. Зік допомагає Гантеру та Врекеру увійти в руїни. Тим часом Моксу і Стеку вдається привести «Мародер» на підмогу. Поки Зік збирає інформацію з комп'ютера бази, ліани, що виявляються щупальцями величезного чудовиська, обплутують «Мародер». Мокс і Стек витягають товаришів на зореліт і перемагають істоту за допомогою вибухівки. Гантер обіцяє відвезти кадетів на Пабу. |                      |                                 |                                    |                         |
| 35 | «Тіні Тантіса»       | Стюарт Лі                       | Метт Міхновець                     | 21 лютого 2024          |
| Імператор Палпатін прилітає на гору Тантіс, щоб дізнатися про хід виконання проєкту «Некромант». Гемлок доповідає про успіхи та обіцяє зробити ще більше в обмін на посаду міністра. Після того, як Емері бере зразок крові Омеґи, Нала Се попереджає дівчинку, що потрібно якнайшвидше тікати. Вона дає Омезі свій планшет з доступом до ангарі зорельотів. Омеґа звільняє Кроссгейра, та покинути базу вони не можуть, оскільки всі ангари заблоковані через візит Палпатіна. Тоді обоє втікають через вольєри лурків у джунглі, щоб знайти зореліт, який упав там раніше. Емері намагається зупинити втікачів, але його приголомшує Кроссгейр, ненавмисно спровокувавши сигнал тривоги. Омеґа з Кроссгейром нейтралізують переслідувачів і дістаються до зорельота. Батчер допомагає їм безпечно злетіти. Гемлок збирається знищити зореліт, але тут виявляється, що зразок крові Омеґи має необхідні для проєкту «Некромант» властивості. Гемлок дозволяє Омезі та Гантеру відлетіти з планети, щоб потім захопити дівчинку живою. |                      |                                 |                                    |                         |
| 36 | «Інший підхід»       | Саул Руїз                       | Езра Нахман                        | 28 лютого 2024          |
| Омеґа та Кроссгейр з Батчером змушені сісти на планеті Лау, їхній зореліт після цього вже не може злетіти. В пошуках транспорту вони пробираються до космодрому в місті, де Кроссхейр вирішує застосувати силу, щоб викрасти корабель. Омеґа вважає це надто ризикованим і пропонує хабаря, щоб отримати квитки без оформлення документів. Але ціна висока, тому Омеґа сподівається виграти достатню суму в азартні ігри. Вона виграє спершу у власника підпільного казино, а потім у мера міста, який покриває заборонений гральний бізнес. Мер отримує повідомлення про розшук Омеґи та Кроссгейра, тому викрадає Батчера. Омеґа погоджується, щоб Кроссгейр пробився на зореліт силоміць. Звільнивши Батчера, вони тікають з планети на вантажному кораблі. Пізніше вони зустрічаються з Гантером і Врекером. На їхній подив, Омеґа каже, що Кроссгейр допоміг їй. |                      |                                 |                                    |                         |
| 37 | «Повернення»         | Натаніель Вільянуєва            | Аманда Роуз Муньос                 | 6 березня 2024          |
| Товариші недовіряють Кроссгейру, особливо після того, як він каже про необхідність відлетіти з Пабу на крижану планету Бартон-4. Кроссгейр запевняє, що на комп'ютері тамтешньої бази є важливі дані, проте явно щось замовчує. Зрозумівши, що база покинута, хоча оборонний периметр діє, команда вимикає звукові генератори навколо бази, щоб спрямувати енергію до комп'ютера. Виявляється, генератори відлякувала величезного черва, що живе в товщі криги. Клони об'єднують зусилля, щоб виманити черва за межі оборонного периметра та ввімкнути резервне джерело живлення. Кроссгейр добуває інформацію про інших клонів, яких планує визволити. |                      |                                 |                                    |                         |
| 38 | «Проникнення»        | Стюард Лі                       | Бред Рау                           | 13 березня 2024         |
| Аві Сінгх, колишній сенатор від Раксуса, таємно зустрічається з Рійо Чучі, щоб обговорити створення повстанського руху проти Імператора. Він заручається підтримкою Рекса, але втручається клон-спецпризначенець. Атака зазнає невдачі, спецпризначенця схоплюють і допитуються, але інший боєць убиває його до того, як той що-небудь скаже. Серед його спорядження люди Рекса знаходять реєстр, у якому Омеґа зазначена як одна з головних цілей. Рекс зі своїм загоном вирушає на планету Тет. Омеґа та Кроссгейр діляться інформацією про імперські експерименти та підрозділ клонів-убивць, сформований Гемлоком. Почувши, що в Рекса спіймали одного спецпризначенця, Кроссгейр попереджає, що в тілі є маячок, який надсилає координати. Другий спецпризначенець атакує, база вибухає, і імперська пошуково-рятувальна команда на чолі з командиром Волфом прямує, щоб відбити Омеґу. |                      |                                 |                                    |                         |
| 39 | «Евакуація»          | Саул Руїз                       | Дженніфер Корбетт і Метт Міхновець | 13 березня 2024         |
| «Бракована партія», Рекс і його кілька солдатів пробираються крізь зруйновану базу, переслідувані Вулфом з його бійцями, а також клоном-спецпризначенцем, який діє всупереч наказам Вулфа. Втікачі запускають шаттл, але спецпризначенець збиває судно, змушуючи його аварійно приземлитися. Спецпризначенець стикається з Кроссгейром біля водоспаду і майже топить його. У точці евакуації Волф перехоплює бунтівних клонів, але, зіткнувшись зі своїм старим другом Рексом, дозволяє їм утекти. Коли вони відлітають, Рекс радить Гантеру з'ясувати, чим Омеґа така цінна для Імперії. |                      |                                 |                                    |                         |
| 40 | «Погана територія»   | Натаніель Вільянуєва            | Метт Міхновець                     | 20 березня 2024         |
| «Бракована партія» просить авантюристку Фі добути інформацію про мідіхлоріани. Фі згодом повідомляє, що мисливці за головами були найняті для пошуку осіб з високим умістом мідіхоріанів, але не може пояснити, що це таке. Вважаючи, що Шенд може знати про це більше, Гантер і Врекер шукають її. Омеґа та Кроссгейр залишаються на Пабу, де Омеґа намагається допомогти Кроссгейру подолати психологічну проблему за допомогою медитації. Шенд обіцяє надати Гантеру та Врекеру інформацію, якщо вони допоможуть їй упіймати злочинця Сайлара Саріса, що сховався серед боліт. Отримавши Саріса, Шенд каже, що зв'яжеться зі своїм інформатором, а сама таємно повідомляє своїм наймачам про «Браковану партію». |                      |                                 |                                    |                         |
| 41 | «Провісник»          | Стюард Лі                       | Дженніфер Корбетт                  | 27 березня 2024         |
| Шенд присилає на Пабу колишню ученицю ситхів Асаж Вентресс. Асаж зустрічає «Браковану партію» в печері та пояснює, що мідіхлоріани забезпечують вроджений зв'язок істот із Силою. Вона перевіряє здібності Омеґи до володіння Силою. Її друзі-клони переймаються цим, коли усвідомлюють, що Асаж була їхнім ворогом у Війни клонів. Омеґа попри те довіряє їй. Під час останнього випробування в морі Асаж ненавмисно викликає та розлючує морське чудовисько. Вона заспокоює істоту та рятує Омеґу, завойовуючи цим довіру решти клонів. Асаж каже Омезі, що в її крові мало мідіхлоріанів, але пізніше по казує іншим, що вона збрехала. Вона також попереджає «Браковану партію», що на Пабу тепер небезпечно. |                      |                                 |                                    |                         |
| 42 | «Криза ідентичності» | Саул Руїз                       | Аманда Роуз Муньос                 | 3 квітня 2024           |
| Гемлок ув'язнює Налу Се, вважаючи, що вона допомогла Омезі та Кроссгейру. Емері пропонує себе на посаду Нали Се, на що Гемлок погоджується. Емері стає керівницею проєкту «Некромант» і отримує доступ до його приміщень. Емері повільно розчаровується в Імперії, коли дізнається, що піддослідними для проєкту є діти, яких викрали від батьків. Мисливець на голови Бейн доставляє викрадене немовля. Таркін погрожує позбавити Гемлока фінансування, якщо його дослідження не дадуть результатів найближчим часом. Гемлок запевняє його, що близький до повернення Омеґи. |                      |                                 |                                    |                         |
| 43 | «Точка неповернення» | Натаніель Вільянуєва            | Аманда Роуз Муньос                 | 3 квітня 2024           |
| Агент CX-2 проникає на зореліт Фі та отримує дані про відвідування нею планети Пабу. «Бракована партія» готується покинути планету, але CX-2 випереджає їх. Він підриває «Мародера», ранить Врекера та викликає підкріплення. Поки імперці шукають Омеґу, клони уникають переслідувачів, а Гантер намагається викрасти імперський бойовий зореліт. Він зазнає невдачі, оскільки CX-2 збиває зореліт і той падає в море. Омеґа вирішує здатися, щоб імперці помилували жителів Пабу. Вона ховає під одягом маячок аби друзі відслідкували її до Тантіса. Однак, CX-2 виявляє маячок і забирає Омеґу. |                      |                                 |                                    |                         |
| 44 | «Джагернаут»         | Стюард Лі                       | Езра Нечмен                        | 10 квітня 2024          |
| CX-2 повертає Омеґу до Тантіс, де Емері перевіряє її кров і підтверджує, що дівчинка має багато мідіхлоріанів. Гемлок відправляє Омеґу до інших піддослідних проєкту «Некромант». Коли імперські війська покинули Пабу, Кроссгейр пропонує Гантеру та Врекеру дізнатися координати Тантіса у Рампарта, який ув'язнений в імперському трудовому таборі на планеті Ереб. За допомоги Фі вони висаджуються на Ереб, проникають у табір і викрадають транспорт, яким перевозили Рампарта. На кораблі Фі Рампарт пояснює, що не знає координат Тантіса, але може довідатися в обмін на гарантію, що його не повернуть до трудового табору. |                      |                                 |                                    |                         |
| 45 | «У пролом»           | Саул Руїз                       | Бред Рау                           | 17 квітня 2024          |
| Омеґа знайомиться з іншими піддослідними проекту «Некромант»: Євою, Джаксом, Самі та Байроном. Вона каже їм, що вже втекла з Тантіса раніше та планує зробити це знову. Дівчинка розвідує навколишні приміщення, проникнувши до службових тунелів. Її друзі-клони та Рампарт зустрічаються з Ехо та користуються викраденим імперським шатлом, щоб проникнути на імперську ретрансляційну станцію біля Корусанта, щоб знайти координати Тантіса. Їхнє втручання помічають, тоді Ехо вирішує прокрастися на борт наукового шатла, що прямує до Тантіса. Він дозволяє іншим пристикуватися до судна, коли воно відлітає. |                      |                                 |                                    |                         |
| 46 | «Блискавичний удар»  | Натаніель Вільянуєва            | Бред Рау                           | 24 квітня 2024          |
| Гемлок дізнався, що «Бракована партія» побувала на ретрансляційній станції, і посилає винищувачі перехопити шатл біля Тантіса. Клони здійснюють аварійну посадку в джунглях далеко від бази, переслідувані патрулями штурмовиків. Омеґа зламує дроїда, щоб він приспав начальницю Емері. Скориставшись часом без нагляду, Омеґа вибирається з лабораторії та знаходить чудовисько Зілло в підземному корпусі. У джунглях Рампарт випадково пробуджує звіра, відділяється від клонів і потрапляє в полон. Ехо проникає на базу та зустрічає Емері, яка розповідає йому про інших дітей, яких утримують разом з Омеґою. |                      |                                 |                                    |                         |
| 47 | «Кавалерія прибула»  | Стюард Лі, Саул Руїз і Бред Рау | Дженніфер Корбетт                  | 1 травня 2024           |
| Піддослідні діти тікають і звільняють чудовисько Зілло, перш ніж знайти Ехо та Емері. Гантер, Врекер і Кросгейр проникають на базу, але їх захоплюють оперативники Гемлока. Ехо та Омеґа звільняють Налу Се, Рампарта та інших в'язнів-клонів, а Емері забирає інших дітей у безпечне місце. Нала Се збирається знищити дані про дослідження, щоб захистити Омеґу та не дати Імперії використати її дослідження. Рампарт бажає присвоїти результати досліджень, щоб вислужитися перед Імператором, тому застрелює Налу Се. Перед смертю вона підриває гранату, знищуючи Рампарта та всі записи. Гемлок намагається перетворити Гантера, Врекера та Кросгейра на своїх оперативників, але Ехо, Омеґа та інші клони звільняють їх і перемагають вже готових оперативників. Гемлок бере Омеґу в заручники, але падає з мосту й розбивається. «Бракована партія» та інші клони й піддослідні відлітають на Пабу. Таркін закриває базу на Тантісі та спрямовує всі зусилля на проєкт «Зоряний пил» зі створення Зірки Смерті. Емері вирішує приєднатися до Ехо в допомозі іншим клонам, поки Омеґа і «Бракована партія» залишаються на Пабу. Через багато років доросла Омеґа покидає Пабу, щоб приєднатися до повстання проти Імперії. |                      |                                 |                                    |                         |

## Виробництво

### Передумови
До вересня 2016 року «Зоряні війни: Війни клонів» та «Зоряні війни повстанці», що керувалися режисером Дейвом Філоні, відступив від цих серіалів для зосередження на написанню серіалу, а також на розробці майбутніх мультсеріалів для «Лукасфільму». У липні 2018 року Філоні оголосив, що останній сезон «Війн клонів» вийде на потоковому сервісі Disney+ у 2020 році. Сезон включає чотири епізоди, що представляють загін солдат-клонів з генетичними мутаціями, відомими як Бракована партія; епізоди раніше існували як сюжетні барабани для більш раннього, незавершеного сезону серіалу і виходили безпосередньо з планів творця «Зоряних воєн» Джорджа Лукаса.

### Розробка
Дісней + офіційно замовив новий серіал від Lucasfilm Animation у липні 2020 року під назвою «Зоряні війни: Бракована партія», відгалуження від останнього сезону «Воєн клонів». В анонсі серіал описується як бачення Дейва Філоні, і він виконує роль виконавчого продюсера поряд з Афіною Портілло з Лукасфільму, керівником режисера Бредом Рау та головною сценаристкою Дженніфер Корбетт, а Керрі Бек та Джош Раймс — виконавчим продюсером та продюсером Лукасфільма. Філоні описав серіал як «дуже важливий для життя» «Воєн клонів» і сказав, що він залишиться вірним баченню Лукаса щодо цієї серії розповідей епічних, захоплюючих пригодницьких історій.

### Кастинг
Перший трейлер серіалу вийшов у грудні 2020 року і підтвердив, що Ді Бредлі Бейкер повернеться з «Воєн клонів» як голос усіх дружинників-клонів у серії, включаючи членів Бракованої партії і капітана Рекса. Він також виявив, що в серіалі з'явиться молодша версія персонажа Фенек Шенд із серіалу «Мандалоріанець», а актриса Мінг-На Вень незабаром підтвердила, що повторить свою роль Фенек із «Мандалорійця». Крім того, Стівен Стентон та Ендрю Кішино повторюють свої ролі адмірала Таркіна та Сау Геррери відповідно.

### Музика
Кевін Кінер підтвердив, що він зіграв для серіалу в січні 2021 року, після того, як раніше зіграв у «Війнах клонів» та «Повстанцях». Він написав тему «Бракована партія» до останнього сезону «Воєн клонів».

## Маркетинг
Президент «Лукасфільму» Кетлін Кеннеді просунула серіал на заході «День інвестора» Діснея 10 грудня 2020 року, показавши перший трейлер серіалу. Джейкоб Оллер із Syfy Wire відчув, що трейлер зробив серіал схожим на важчу версію «Воєн клонів», і порівняв його із телевізійним серіалом «A-Team» 1980-х.

## Випуск
Прем'єра серіалу «Зоряні війни: Бракована партія» на Дісней+ відбулася 4 травня 2021 року, у день «Зоряних воєн», зі спеціальним 70-хвилинним епізодом. Другий епізод вийшов 7 травня 2021 року, а наступні — щотижня. Перший сезон складається з 16 епізодів.

## Оцінки й відгуки
Вебсайт-агрегатор оглядів Rotten Tomatoes повідомляє про 86 % схвалених рецензій із середнім балом 7,2 / 10. Найвищі оцінки отримав другий сезон. Metacritic, який використовує середньозважену оцінку, присвоїв 66 балів із 100 на основі 8 рецензій критиків, вказуючи на «загалом позитивні відгуки».
Джессі Щідін з IGN дав прем'єрному епізоду оцінку 8 із 10, зазначивши, що серіал «є гідним продовженням» «Воєн клонів», настільки, що його можна легко переклеймувати як восьмий сезон і що «він використовує відкритий фінал цього серіалу, щоб побудувати нову історію про скрутне становище клонів після закінчення війни, і вона одразу ж відгукнеться». Він також додав, що серіал «закріплює багато з того, що зробило „Війни клонів“ настільки чудовими (включаючи витончений стиль анімації та вокальні таланти Бейкера), але він також не уникне цілком і недоліків того ж серіалу».
Вільям Джонс на CBR назвав «Браковану партію» однією з найкращих робіт Lucasfilm Animation, і писав, що після другого сезону «стає дедалі очевиднішим, скільки любові, турботи та майстерності було вкладено в створення цієї історії».
Шон Кін для CNET назвав «Браковану партію» є одним із найкращих анімаційних творів про «Зоряні війни». Серіал, за його словами, вражає увагою до деталей. Наприклад, голос Гантера змінюється, коли він одягає шолом. Саундтрек давнього анімаційного композитора «Зоряних воєн» Кевіна Кінера додає багато шарів драматизму та звучання. Другий сезон покращує перший у всіх стосунках, встановлюючи правильний баланс між напруженими моментами та жартівливими витівками.